# Lengua oshiwambo

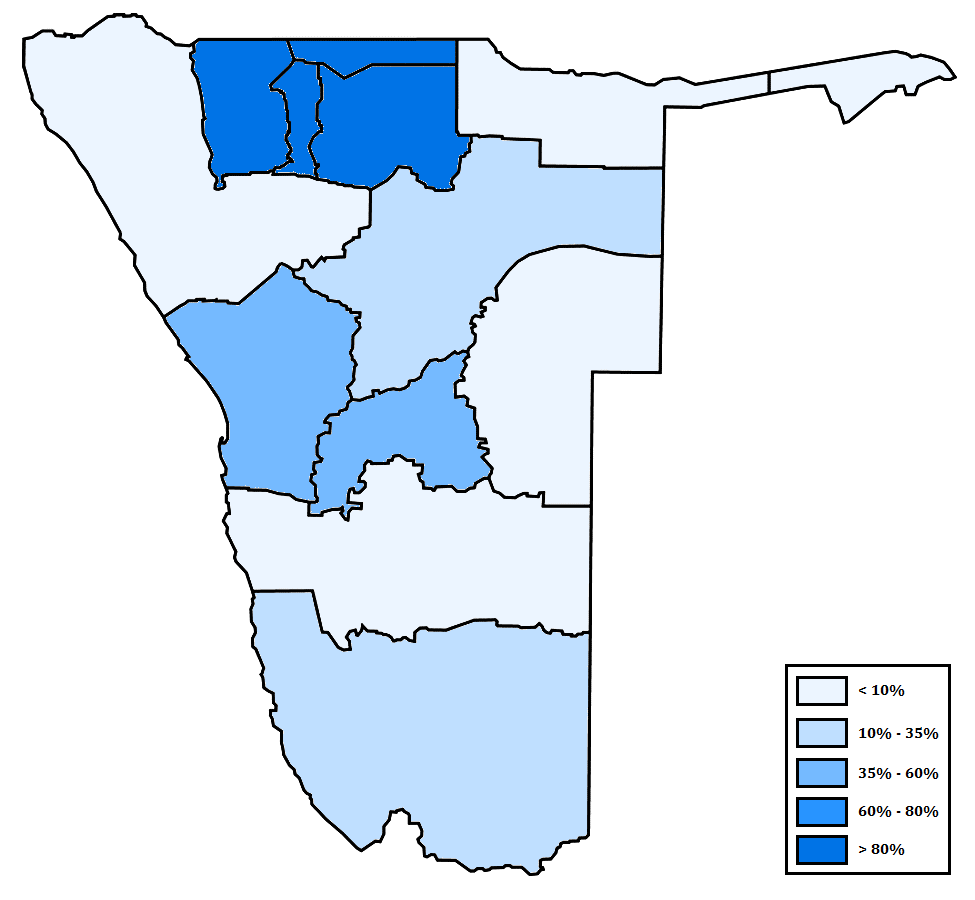
Distribución del oshiwambo en las distintas regiones de Namibia

El oshiwambo (también escrito oshivambo) es un conjunto de dialectos (continuo dialectal) estrechamente emparentadas de la familia de las lenguas bantúes. Lo hablan grupos de la etnia ovambo en el norte de Namibia y en el sur de Angola. El kwanyama y el ndonga son los dialectos del oshiwambo con un estándar escrito.
Existen siete variantes de oshiwambo:
- Oshikwanyama
- Oshindonga
- Oshikolonkadhi
- Oshimbalantu
- Oshikwaluudhi
- Oshingangera
- Shikwambi.

Las dos primeras se enseñan en algunas escuelas. Quien cuente como lengua materna con el oshiwambo puede entender a personas que conversen en cualquiera de los siete dialectos.

## Ejemplos
- Ongaipi - hola
- Ongobe ilai - vaca estúpida (común insulto oshiwambo)